# Velká Deštná
El Velká Deštná és una muntanya de 1.115 metres, punt més alt la serralada central de Sudetes i les Muntanyes Orlické, a la República Txeca.